# قراز مزيف
القراز المزيف (الاسم العلمي:Nothocrax) هو جنس من الطيور يتبع فصيلة القرازية من رتبة الدجاجيات.

## الأنواع
يحتوي هذا الجنس على نوع وحيد هو:
- القراز الليلي (الاسم العلمي:Nothocrax urumutum)